# Judith Vanistendael
Judith Vanistendael est une auteure de bande dessinée belge néerlandophone, née le 21 août 1974 à Louvain (province du Brabant flamand).

## Biographie
Judith Irene Vanistendael naît le 21 août 1974 à Louvain. Elle est la fille du poète-journaliste flamand Geert van Istendael. Après ses études secondaires, elle passe une année à l'Académie des beaux-arts de Berlin ; puis elle étudie à l'université de Gand (UGent) d'où elle sort licenciée en sciences de l'art,. Ensuite, elle fait un post-graduat à Séville,. Elle apprend la bande dessinée à l'Institut des arts graphiques Sint-Lukas Bruxelles en 2000 auprès de ses professeurs, Nix et Johan De Moor avant de publier dans des revues comme Ink, Demo, Zone 5300, Bruxxxel Noord.
Sa carrière commence par l'illustration de contes flamands écrits par son père : Vlaamse Sprookjes en 1995, puis Het Koeienboek de Bibi Dumon Tak (2000). Elle exerce un temps comme illustratrice de livres pour la jeunesse.
Elle écrit et dessine La Jeune fille et le nègre, un récit d'inspiration autobiographique en deux volumes sur l'amour entre un jeune Togolais et une jeune Belge. La narration dépeint « l'absurdité des procédures de régularisation des sans-papiers en Belgique », qui multiplient les obstacles face à ce réfugié politique. Le livre, qui mêle drame, humour, amour et légèreté, d'après Le Soir, remporte aussitôt plusieurs prix culturels et fait partie de la sélection pour les Essentiels d'Angoulême en 2009 et pour le prix Tournesol. L'article fait écho à un roman de Geert van Istendael, Bericht uit de burcht (Nouvelle de la citadelle), qui exprime son désarroi face à la relation de sa fille avec un homme sans-papier.
À Saint-Josse-ten-Noode, elle signe la fresque murale Couleur Café de la façade de l’Impérial, inaugurée en mai 2009 place Saint-Josse (Projet d’Atrium, réalisation ASBL Art Mural),,,.
En 2012 est publié David, les femmes et la mort, dont le héros est atteint de cancer et entreprend de changer de vie,, sans réussir à protéger les femmes qui lui sont proches des effets de son agonie : « La maladie, c'est le drame du malade, mais aussi de l'entourage ». L'ouvrage, qui s'inspire du décès du beau-père de Vanistendael, a requis deux années de travail. Elle opte pour l'aquarelle. L'œuvre fait partie des cinq finalistes pour le grand prix de la critique. Elle reçoit trois nominations aux prix Eisner.
Sur un scénario de Mark Bellido, Judith Vanistendael dessine et met en couleur Salto - L'histoire du marchand de bonbons qui disparut sous la pluie (2016), qui met en scène « un vendeur de bonbons devenu garde du corps » « dans l'Espagne des années 1990 ». Le personnage principal, Miquel, est un écrivain raté qui vend des bonbons pour faire vivre sa famille et qui accepte de devenir garde du corps pour un homme politique menacé par l'ETA, ce qui finit par détruire sa vie,. L'artiste emploie plusieurs procédés et formats, notamment le crayon de couleur.
Judith Vanistendael s'associe à Michael De Cock pour une série jeunesse, Rosie et Moussa, qui paraît « en néerlandais et en feuilleton dans Brussel deze week » avant de faire l'objet de quatre volumes. Le récit narre la grande amitié entre deux enfants bruxellois. La série est traduite dans de nombreuses langues et reçoit plusieurs prix. La réalisatrice Dorothée Van Den Berghe s'en inspire pour créer le film Rosie et Moussa, sorti en salles en octobre 2018.
En 2019, s'inspirant du personnage de Pénélope dans l'Odyssée, elle livre Les Deux Vies de Pénélope : une mère médecin s'engage dans l'humanitaire et prend ses distances avec sa famille, notamment avec sa fille ; la créatrice opte pour un traitement avec « des taches d'aquarelle ». L'artiste souhaitait depuis longtemps décrire la vie d'une femme qui, en raison d'un métier intense, ne peut s'investir auprès de sa fille. Ayant lu l'œuvre d'Homère, Vanistendael est frappée par le rôle de Pénélope, qui se borne à tenir le foyer, tandis que son époux multiplie les aventures. Elle en retient néanmoins qu'Ulysse a quitté sa famille car un intérêt supérieur le commande. Dans l'album de la bédéaste, l'époux de Pénélope est chargé de veiller sur le foyer tandis que Pénélope, hantée par ses missions dans des pays en guerre, « refuse de se laisser réduire à sa dimension de mère » et retourne à ses activités humanitaires. Pendant la réalisation de l'œuvre, l'auteure s'est rendue dans un camp de réfugiés et en a tiré un reportage graphique : « Moria, l'enfer de Lesbos »,. Elle reçoit pour cette œuvre le prix « Bulles d'Humanité » (décerné par le journal L'Humanité).
Lors de la remise des Prix Atomium en 2021, elle remporte avec Zidrou le prix Willy Vandersteen pour La Baleine-bibliothèque (Le Lombard).
En 2022, elle est récipiendaire du prix Adhémar de bronze, ce prix est doté d'un montant de 10 000 euros et fait de l'autrice la deuxième femme après Erika Raven à qui cet honneur échoit,.
En 2024, elle est présidente du Prix Raymond Leblanc. 

### Vie familiale
Judith Vanistendael a une fille.

## Œuvres

### Romans graphiques
- La Jeune fille et le nègre (scénario et dessin), éd. Actes Sud - L'An 2 (traduction du néerlandais De maagd en de neger)

1. Papa et Sophie, avril 2008  (ISBN 978-2-7427-7330-5)
2. Babette et Sophie, septembre 2009  (ISBN 978-2-7427-7959-8)

- David, les femmes et la mort (scénario, dessin et couleurs), trad. Hélène Robbe, Le Lombard, janvier 2012  (ISBN 978-2-8036-3024-0)
- Salto - L'histoire du marchand de bonbons qui disparut sous la pluie[32] (dessin et couleurs), scénario de Mark Bellido, Le Lombard, juin 2016  (ISBN 978-2-8036-3384-5)
- Rosie et Moussa, Bayard Jeunesse

1. La Rencontre, janvier 2018
2. Une lettre de Papa, mai 2018

- Les Deux Vies de Pénélope[33],[34], Le Lombard, Bruxelles, 6 septembre 2019
Scénario, dessin et couleurs : Judith Vanistendael -  (ISBN 978-2-8036-7225-7) — Finaliste au grand prix de la critique 2020[35].
- Un petit tour, 2021  (ISBN 978-2-36624-550-9)
- La Baleine bibliothèque[36], Le Lombard, Bruxelles, mai 2021
Scénario : Zidrou - Dessin et couleurs : Judith Vanistendael -  (ISBN 978-2-8036-7796-2)
- Atan des cyclades. Itinéraire d'un jeune sculpteur, Futuropolis, coll. « Musée du Louvre », 2022  (ISBN 978-2-75483-285-4)

### Catalogues d'exposition
- Ceci n'est pas la BD Flamande[37],[38] - La Flandre invitée d'honneur au Festival international de la bande dessinée d'Angoulême, Fonds flamand des lettres, Berchem, 2009
Scénario : Benoît Mouchart, Gert Meesters - Dessin : collectif - Couleurs : quadrichromie,Artistes : Serge Baeken, Randall Casaer, Constantijn Van Cauwenberge, Luc Cromheecke, Reinhart Croon, Steven Dhondt, Kim Duchateau, Brecht Evens, Stijn Gisquière, Inge Heremans, Jeroen Janssen, Philip Paquet, Gerolf Van de Perre, Pieter De Poortere, Olivier Schrauwen, Kristof Spaey, Simon Spruyt, Judith Vanistendael, Marnix Verduyn, Maarten Vande Wiele. (OCLC 901248335)

### Expositions collectives
- Ceci n'est pas la BD flamande[39], Festival d'Angoulême 2009.
- Ceci n'est pas la BD flamande[40], Louvain du 13 février au 15 avril 2009.

## Prix
- 2007 :  prix Saint-Michel[41] de la Meilleure bd d'auteur néerlandophone pour Papa en Sofie ;
- 2010 :  prix du roman graphique décerné par le Festival de bande dessinée de Middelkerke pour De maagd en de neger[42] ;
- 2021 :  prix Willy Vandersteen partagé avec Zidrou pour La Baleine bibliothèque[28] ;
- 2022 :  Adhémar de bronze pour l'ensemble de ses romans graphiques[43],[41].

#### Livres
: document utilisé comme source pour la rédaction de cet article.
- (nl) Jan Hoet et Dany Vandenbossche, « Judith Vanistendael », dans De wereld van de strips in originelen [« Le Monde de la bande dessinée en originaux »], Bruxelles, Vlaams Parlement, 2013, 68 p., PDF (OCLC 901366732, lire en ligne), p. 32. .

### Documentation
- O. Boussin, « David les femmes et la mort », sur BD Gest', 1er juin 2012.
- J. Milette, « Salto », sur BD Gest', 15 septembre 2016.
- S. Salin, « Les deux vies de Pénélope », sur BD Gest', 5 septembre 2019.
- Lucie Servin, « Les Deux Vies de Pénélope : Ulysse au foyer », Les Cahiers de la bande dessinée, no 9,‎ octobre-décembre 2019, p. 163.
- Stéphane Jarno, « Les Deux Vies de Pénélope, Judith Vanistendael », Télérama,‎ 5 octobre 2019.
- Laurence Le Saux, « BD : Judith Vanistendael tisse la toile d'une Pénélope moderne et aventureuse », Télérama,‎ 10 septembre 2019 (lire en ligne).
- Laurence le Saulx, « "Salto" de Judith Vanistendael ou la double face d'un vendeur de bonbons », Télérama,‎ 26 juin 2016 (lire en ligne).
- Philippe Belhache, « Un jeu avec la mort », Sud Ouest,‎ 19 juin 2016 (lire en ligne, consulté le 16 mai 2025).
- Alain Bessec, « Judith Vanistendael : La jeune fille et le nègre », Ouest-France,‎ 8 juin 2008.
- P.V., « À bras-le-corps », Aujourd'hui en France,‎ 30 juin 2016.
- Laurent Beauvallet, « Faire face au cancer », Ouest-France,‎ 5 août 2012.
- « Judith Vanistendael », Le Soir,‎ 29 janvier 2013.
- Daniel Couvreur et Judith Vanistendael (interviewée), « L’Odyssée, terriblement humaine », Le Soir,‎ 14 septembre 2019 (lire en ligne , consulté le 13 juin 2023).
- Camille Dauphinais-Pelletier, « David, les femmes et la mort », La Nouvelle (Sherbrooke),‎ 4 février 2015.
- Olivier Van Vaerenbergh, « Derrière Pénélope », Le Vif,‎ 12 septembre 2019.
- « Le crabe peut nous faire aimer la vie », Le Soir,‎ 20 janvier 2012.
- « Repéré pour vous. Être humanitaire et maman », 24 heures (Suisse),‎ 11 septembre 2019.
- Daniel Couvreur, « La jeune fille et le nègre 2, Babette et Sophie », Le Soir,‎ 25 septembre 2009.
- Olivier Van Vaerenbergh, « Les Deux Vies de Pénélope », Le Vif,‎ 12 septembre 2019.
- « Un choix que les autres n'acceptent pas », Metro (Bruxelles),‎ 4 septembre 2019.
- Olivier Van Vaerenbergh, « Derrière Pénélope: le journal de création de Judith Vanistendael », Focus Vif,‎ 17 septembre 2019 (lire en ligne , consulté le 16 mai 2025).
- S.T., « Les deux vies de Pénélope », Moustique,‎ 18 septembre 2019.
- Vincent Brunner, « BD : “Les Deux Vies de Pénélope”, mère et médecin humanitaire », Les Inrocks,‎ 13 septembre 2019 (lire en ligne).

### Émissions de télévision
- Kaboom ! - Tome #63 – Judith Vanistendael sur RTL-TVI, Présentation : Thibaut Fontenoy - Réalisation : Patrice Gautot - Production : Bangarang (14 min 28 s), 14 juin 2022 Voir en ligne.

### Vidéographie
- [vidéo] « Judith Vanistendael : Art Mouvant », sur YouTube par le Centre belge de la bande dessinée, 29 septembre 2023, (4 min 33 s).